# 영국 독립 영화상
영국 독립 영화상(英國獨立映畵賞, 영어: British Independent Film Awards)는 영국의 독립 영화를 대상으로 한 영화상이다. 매년 10월에 후보가 발표되고 11월 하순 또는 12월 초에 시상식이 열린다.